# Ragni fritti

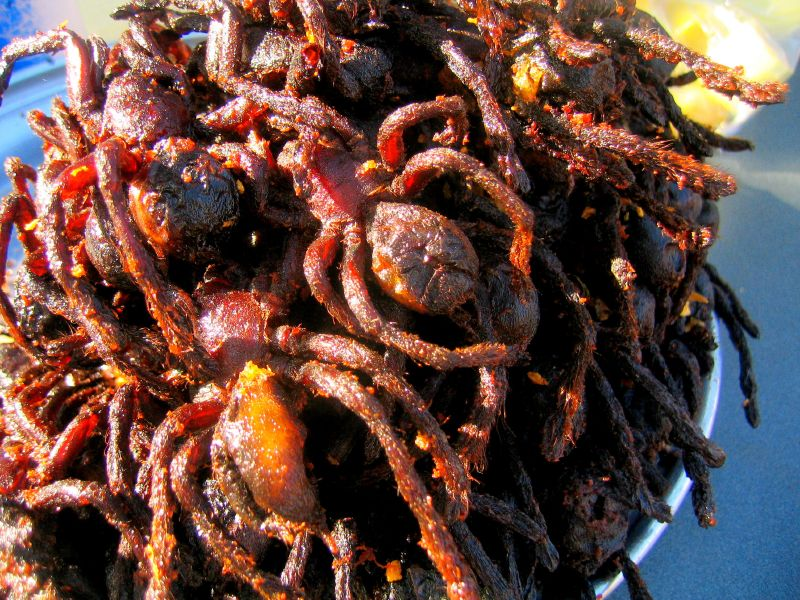
Ragni fritti in vendita al mercato di Skuon

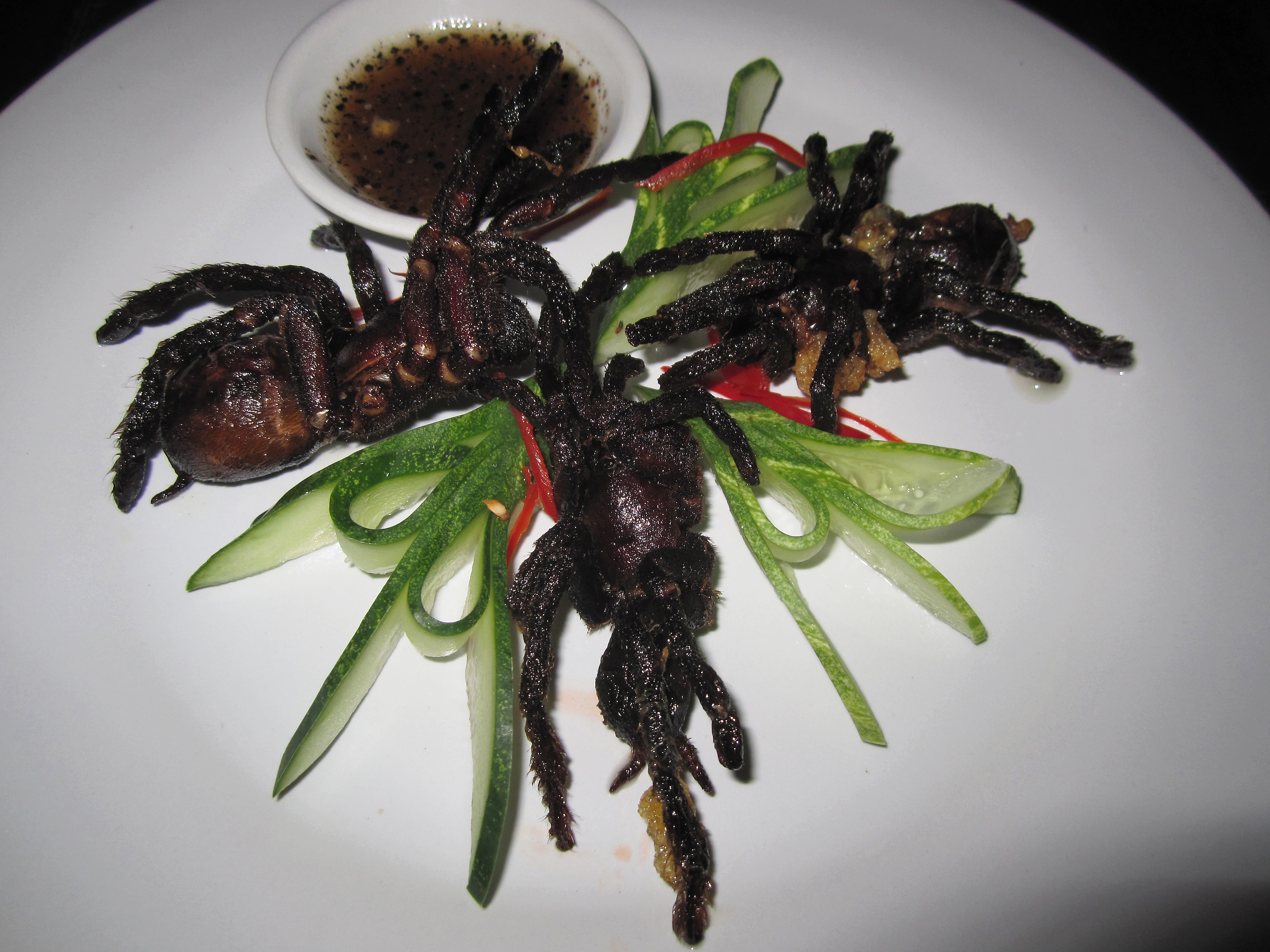
Antipasto di ragni fritti

I ragni fritti sono una specialità culinaria locale cambogiana. Si possono trovare anche in diverse zone del paese, come ad esempio nella capitale Phnom Penh, ma a Skuon, una cittadina commerciale a 75 km  dalla capitale, è il luogo dove sono maggiormente popolari.

## Descrizione
I ragni vengono allevati in buchi nel terreno in villaggi nella zona a nord di Skuon o sono catturati nelle foreste circostanti, quindi fritti nell'olio. Non è chiaro quando quest'usanza sia cominciata. Alcuni hanno suggerito che la popolazione possa aver iniziato a mangiare ragni per fame e disperazione durante i durissimi anni del dominio dei Khmer rossi, quando la carestia era all'ordine del giorno, anche se risulta che il nome popolare di questi ragni abbia un significato simile a "ragno commestibile" almeno dall'inizio del ventesimo secolo.
I ragni utilizzati sono una specie di tarantola chiamata a-ping in khmer ed hanno circa la dimensione del palmo di una mano umana. L'autore di un libro di viaggi li ha identificati come l'Haplopelma albostriatum, conosciuto anche come "tarantola striata thailandese". La popolarità del piatto tuttavia è un fenomeno piuttosto recente ed è iniziata davvero verso gli anni novanta. Lo stesso autore fornisce dettagli sulla ricetta: i ragni vengono messi in una mistura di glutammato monosodico, zucchero e sale, nell'olio vengono fatti friggere spicchi di aglio schiacciati finché l'olio non ne assume l'aroma, quindi vi si gettano i ragni vivi e li si frigge insieme all'aglio finché «le zampe non sono quasi completamente irrigidite, mentre al contempo i contenuti dell'addome non stanno ancora colando all'esterno».
Il sapore è stato descritto come piuttosto delicato, simile a «una via di mezzo tra il pollo e il merluzzo», mentre si avverte il contrasto di consistenza tra l'esterno croccante e l'interno tenero. Le zampe contengono poca carne, mentre la testa e il corpo hanno al loro interno una carne bianca e delicata. Tuttavia molti non gradiscono l'addome in quanto contiene una sorta di impasto marrone composto dai vari organi dell'animale, le sue uova e i suoi escrementi e raccomandano di non mangiarlo; al contrario altri lo considerano una vera prelibatezza.